# Karl-Gösta Svenson
Karl-Gösta Svenson, född 8 augusti 1938 i Ramdala församling i Blekinge län, är en svensk politiker (moderat), som var riksdagsledamot 1985–1998.
Han är bosatt i Karlskrona kommun. 2006–2010 var han kommunstyrelsens ordförande i Karlskrona, där han ledde en fempartikoalition kallad "Femklövern", bestående av Moderaterna, Folkpartiet, Centerpartiet, Kristdemokraterna och Miljöpartiet. Koalitionen styrde i minoritet, då Sverigedemokraterna var vågmästare.